# 慈本寺 (柏市)
慈本寺（じほんじ）は、千葉県柏市にある曹洞宗の寺院。

## 歴史
1480年（文明12年）、源通茂卿の開基である。源通茂卿は村上天皇から19代目の末裔である（村上源氏）。寺号「慈本寺」は仏典の「一切衆生抜苦与楽大慈心之本願也」に由来する。
印西市の東祥寺の末寺である。

## 交通アクセス
- 逆井駅より徒歩22分。